# David Kent (músic)
David Kent   (Mount Lawley, 3 de febrer de 1941) és un historiador de la música australià i un escriptor sobre la cultura pop. Kent va crear i produir el Kent Music Report, complicant les llistes musicals nacionals des del mes de maig de 1974 fins al 1996; va ser conegut com a Australian Music Report des de 1987. Els informes musicals van ser un llistat setmanal de les posicions nacionals de Top 100 de senzills i àlbums. Els informes musicals de Kent van ser utilitzats per l'Australian Recording Industry Association (ARIA) com els ARIA Charts oficials des de mitjans de 1983 fins al juliol de 1988 quan ARIA va desenvolupar una llista feta per ells mateixos.
Kent va continuar publicant la seva Australian Music Report setmanalment fins al 1996. In 1993, Kent collated his charts into a book, Australian Chart Book, 1970–1992. Va continuar amb el Australian Chart Book (1940–1969) el 2005, l'Australian Chart Book (1993–2005) el 2006, i el The Australian top 20 book (1940–2006) el 2007.